# Val Cervara
La val Cervara è una valle montana situata nel territorio comunale di Villavallelonga (AQ), in Abruzzo. Nel 2017 è stata riconosciuta patrimonio dell'umanità dell'UNESCO unitamente alle faggete vetuste del parco nazionale d'Abruzzo, Lazio e Molise in seno alle foreste primordiali dei faggi dei Carpazi e di altre regioni d'Europa.

## Descrizione
La valle montana è situata nell'area protetta del parco nazionale d'Abruzzo, Lazio e Molise, sul versante meridionale della Vallelonga. La val Cervara, il cui toponimo sarebbe legato alla nutrita presenza in zona dei cervi, è una convalle dell'Aceretta, area geografica e valico montano della Marsica posto al confine tra i territori montuosi di Villavallelonga e Pescasseroli.
La faggeta si sviluppa in un'area situata tra i 1600 e i 1850 m s.l.m. sul versante settentrionale del monte Schiena di Cavallo (1982 m s.l.m.). Il territorio domina le sottostanti località della Madonna della Lanna (1086 m s.l.m.) e dei Prati d'Angro (1203 m s.l.m.) ed è circondata da radure, passi, cime e sorgenti come Fonte Puzza, Sella di Lampazzo, Vallone Cavuto e il monte Marcolano (1940 m s.l.m.).
La faggeta della val Cervara, che compone i cinque nuclei di faggete vetuste ricadenti in una superficie di oltre 1000 ettari inclusa tra i comuni di Opi (Cacciagrande e valle Jancino in Val Fondillo), Lecce nei Marsi (Selva Moricento)
e Pescasseroli (Coppo del Principe e Coppo del Morto), grazie alle analisi condotte dagli studiosi dell'Università degli Studi della Tuscia coadiuvati dagli esperti dell'ente parco, è stata in parte datata intorno ai 560 anni. È stata quindi riconosciuta patrimonio mondiale dell'umanità, nel contesto delle foreste primordiali dei faggi dei Carpazi e di altre regioni d'Europa. Le faggete vetuste rappresentano il primo riconoscimento UNESCO della regione Abruzzo deciso a Cracovia il 7 luglio 2017. La faggeta della val Cervara si è sviluppata su calcare risalente al Mesozoico.
La valle è popolata, tra gli altri, da animali protetti o a rischio di estinzione come l'orso bruno marsicano, il lupo appenninico, il camoscio d'Abruzzo e naturalmente il cervo.
La vegetazione dell'area è caratterizzata, oltre che dai faggi, da numerose piante endemiche.

## Storia
Tracce di fortificazioni marse, risalenti al I secolo d.C., sono situate tra i Prati d'Angro e l'Aceretta. L'ocre era posto a difesa del confine con i Volsci.
L'area montana fu inclusa nella riserva reale Alta Val di Sangro tra il 1873 e il 1878 e tra il 1902 e il 1912 e rappresenta insieme ad altre zone limitrofe, come la Cicerana, il passo del Diavolo e la Camosciara, il nucleo originario del parco nazionale d'Abruzzo, istituito ufficialmente l'11 gennaio 1923.
La faggeta vetusta della val Cervara nel 2017 è stata riconosciuta patrimonio dell'umanità.